# Open2Study
Open2Study va ser llançada al març de 2013 i és una plataforma d'ensenyament, aprenentatge i avaluació. Permet a les universitats obertes Australianes oferir cursos gratuïts en línia. Competeix directament amb proveïdors de plataformes d'aprenentatge en línia com Coursera i EdX.
La plataforma d'aprenentatge d'Open2Study consisteix en mòduls setmanals, que es completen en un període de quatre setmanes amb avaluacions en línia al final de cada un dels mòduls. Cada curs és autònom, complet amb el contingut del curs i té recursos i materials interactius. Al final de cada mòdul, els estudiants completen una avaluació en línia d'opció múltiple. Per tal de rebre un certificat de finalització, l'estudiant ha de tenir una mitjana de puntuació igual o superior 60% a través de les quatre proves per a cada curs.
Al llarg de tot el curs en línia l'alumne es premiat amb diferents badges o insígnies digital que certifiquen l'assoliment de certs èxits predefinits per la plataforma.